# Platynota calidana
Platynota calidana es una especie de polilla del género Platynota, tribu Sparganothini, subfamilia Tortricinae.

## Distribución
Se distribuye por Cuba.

## Taxonomía
Fue descrita por Zeller en 1877 y publicada en Horae Societatis Entomologicae Rossicae 13: 116.